# Tetraonyx frontalis
Tetraonyx frontalis là một loài bọ cánh cứng trong họ Meloidae. Loài này được miêu tả khoa học năm 1834-35 bởi Chevrolat.